# Centre hospitalier municipal de Kiyv
Le Centre hospitalier municipal de Kiyv est une institution hospitalière de la ville de Kiev.
Il se situe dans des bâtiments classés au registre national des monuments d'Ukraine.

## Histoire

### En images

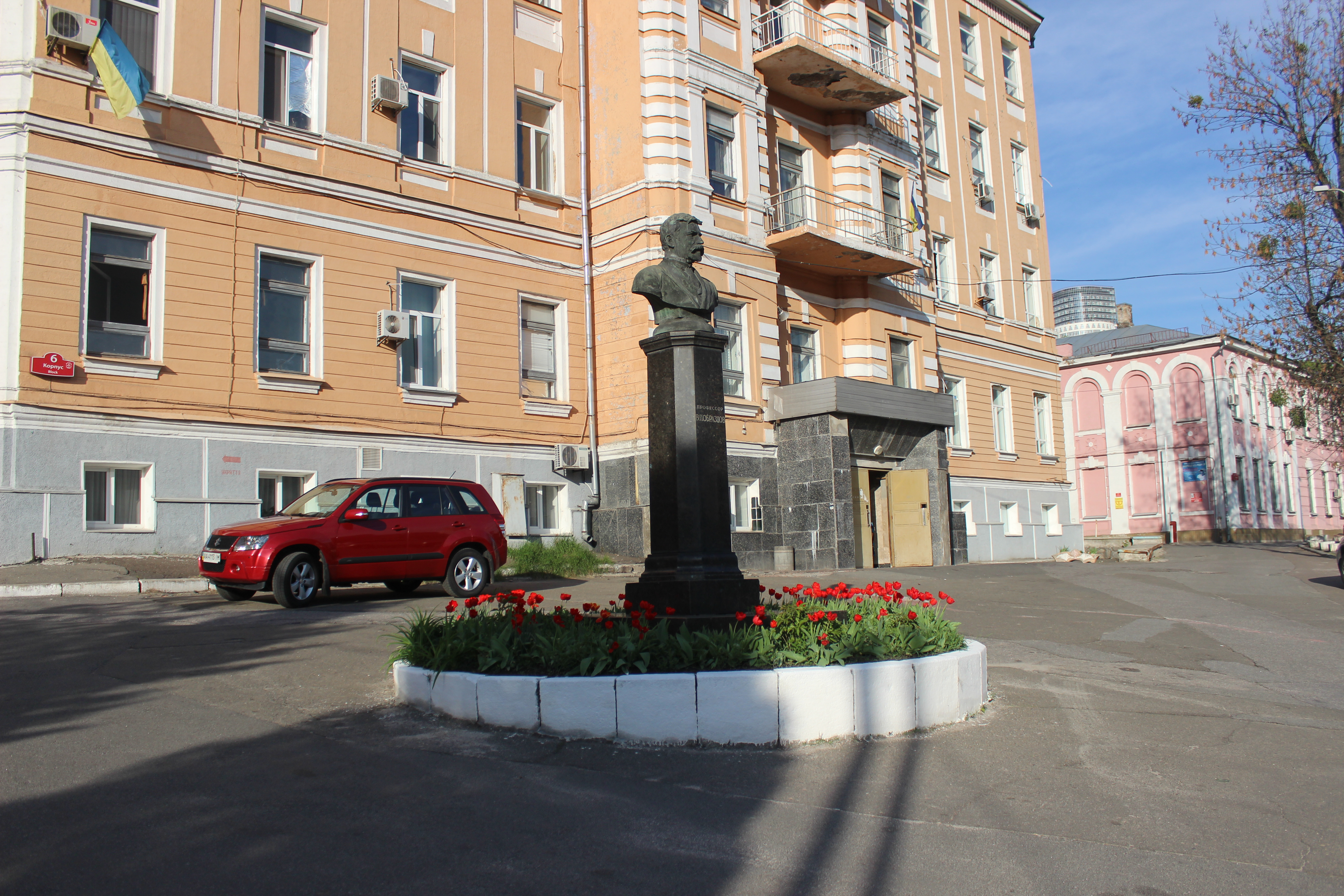
Buste de Vassyl Obraztov classé[2].
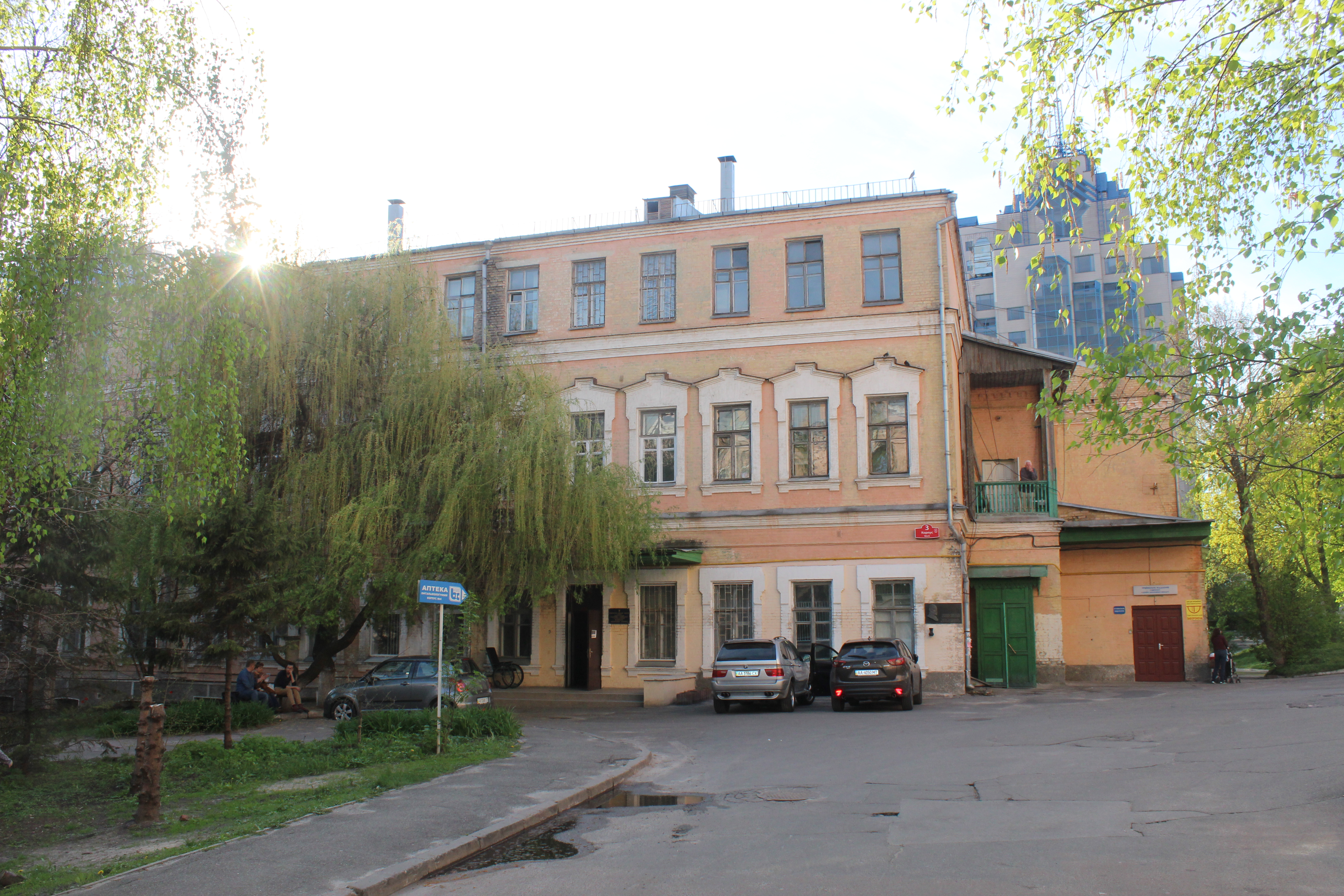
Clinique des maladies nerveuses classé[1].
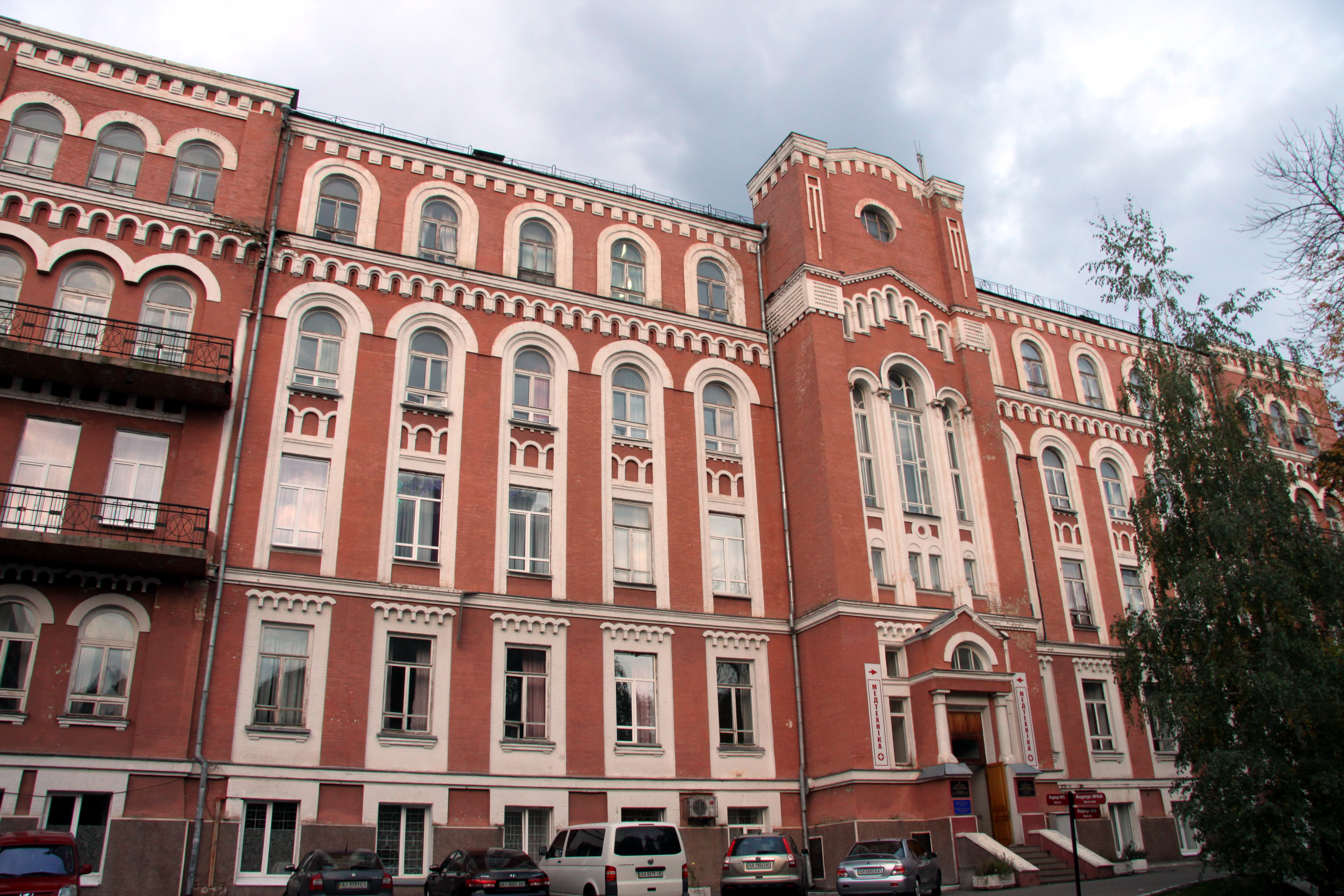
Bâtiment de gynécologie classé[3].
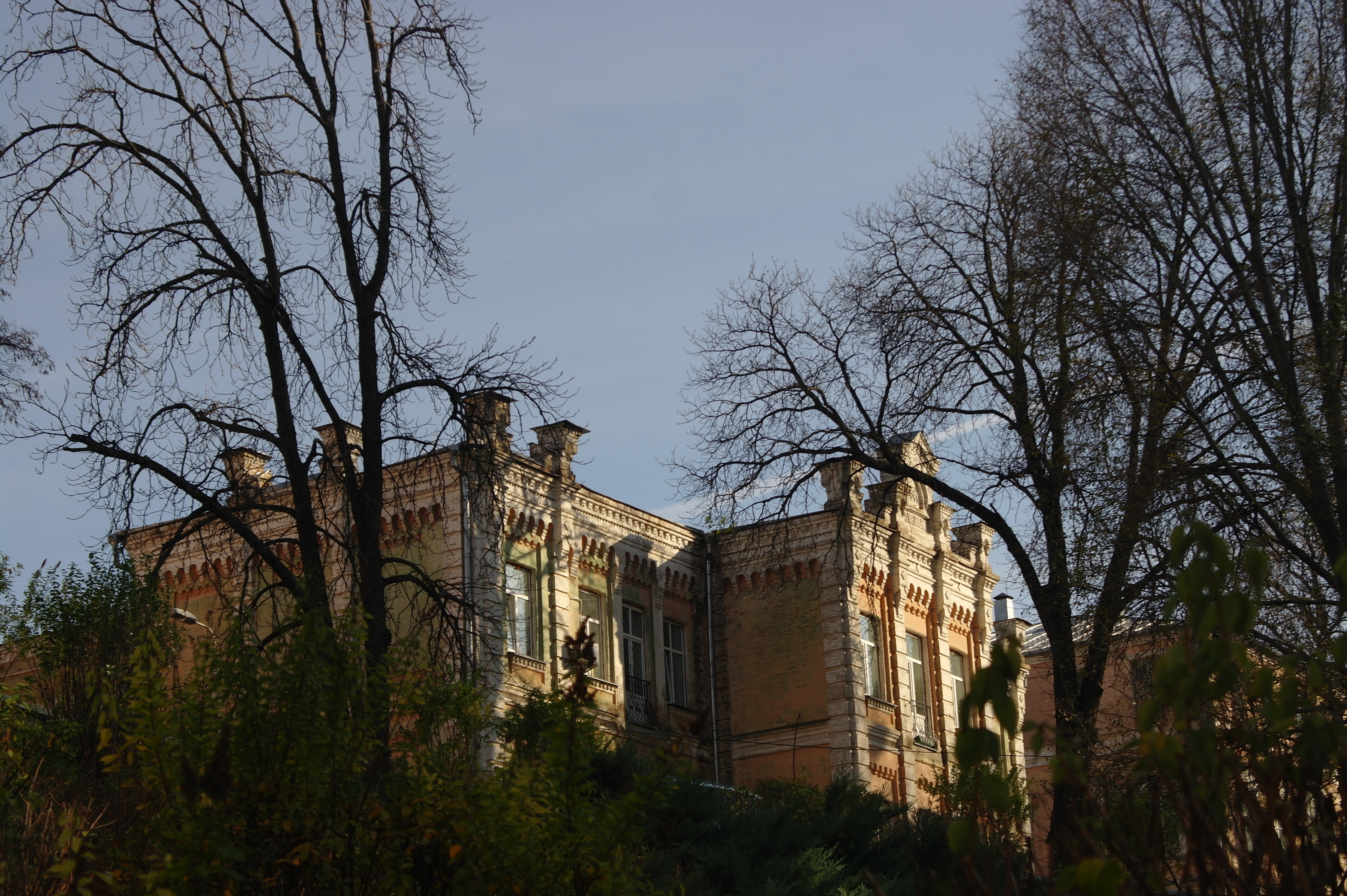
Hospice classé[4].
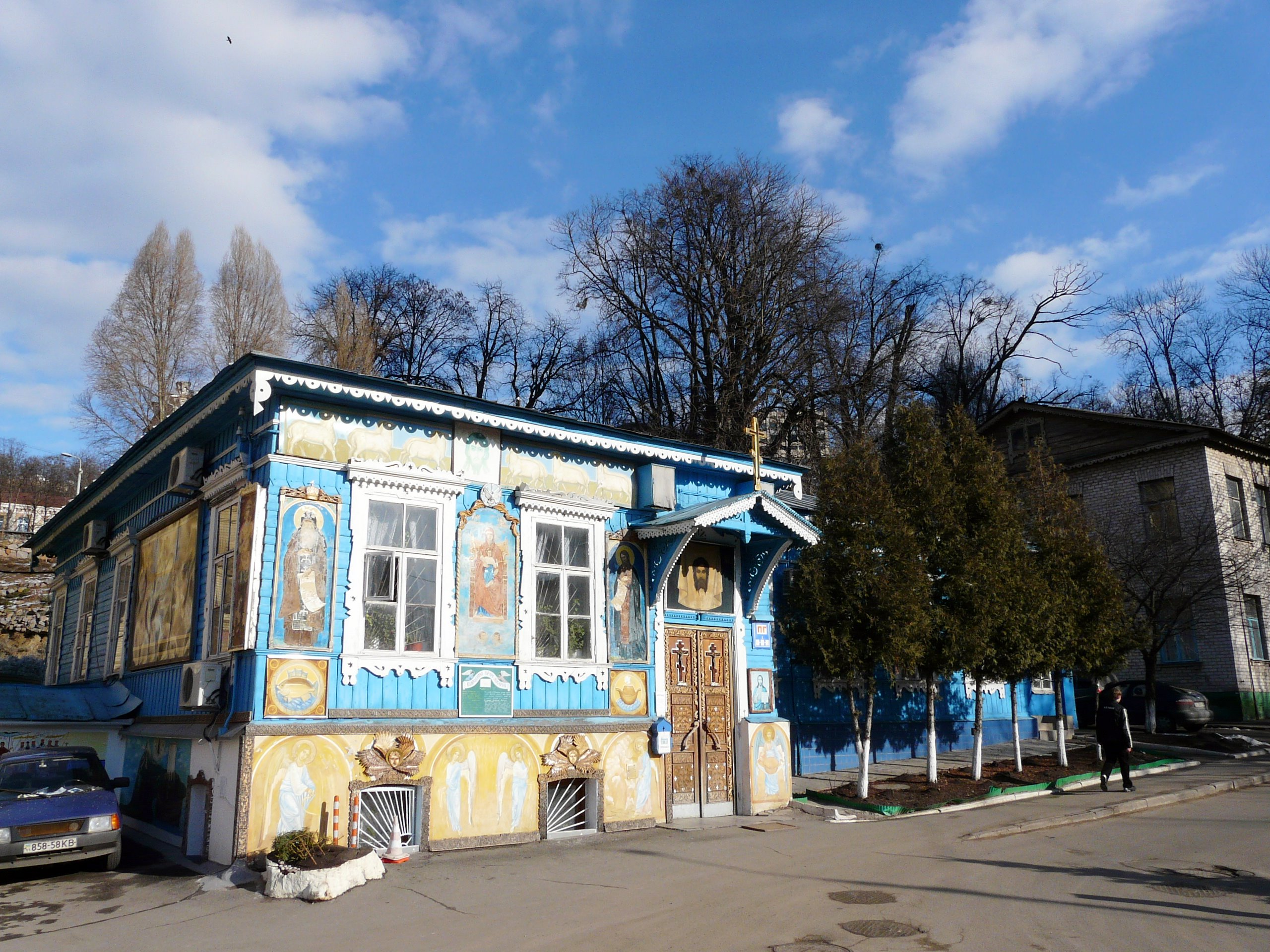
l'entré, classé[5].
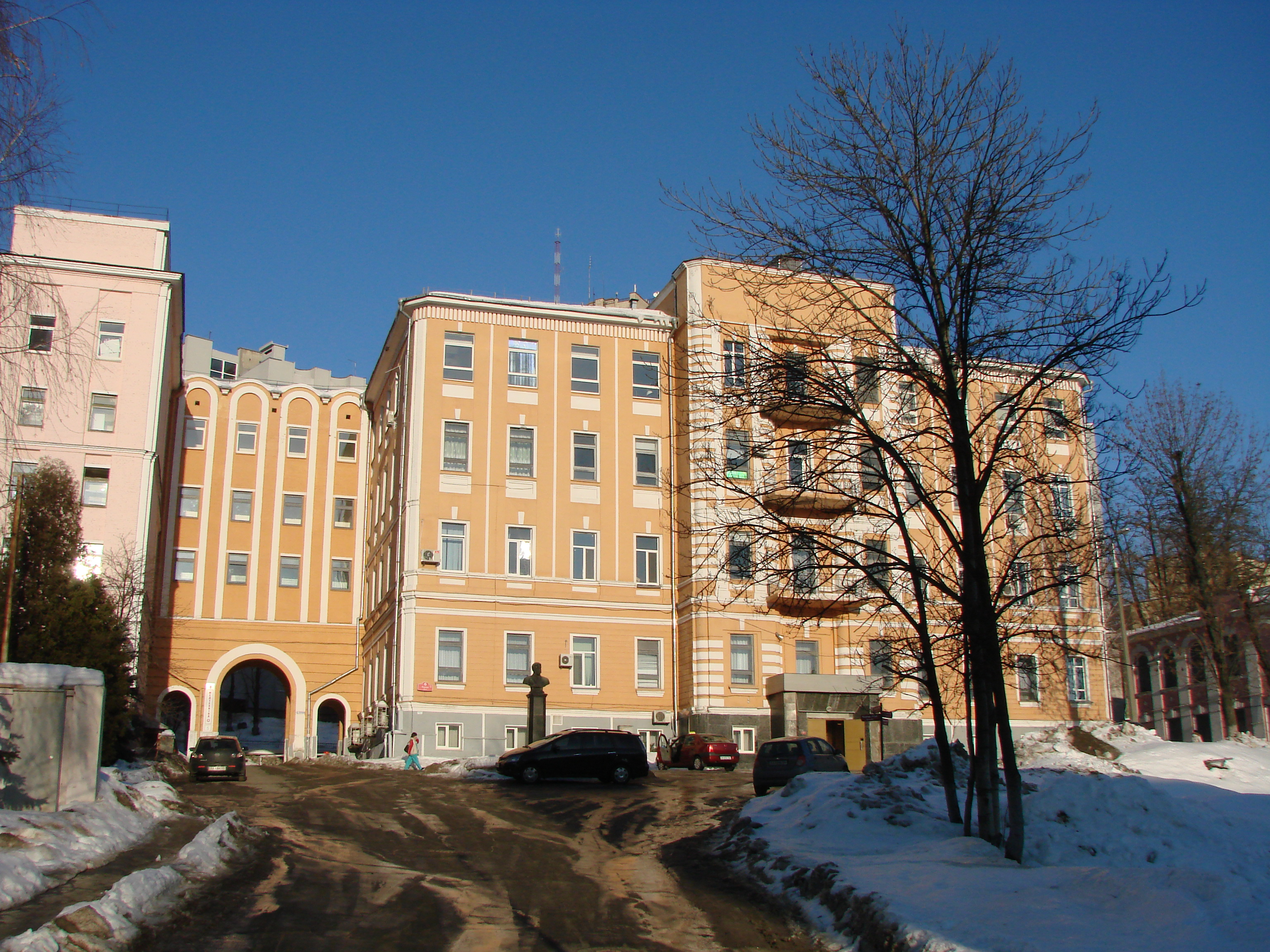
La maternité classé[6].
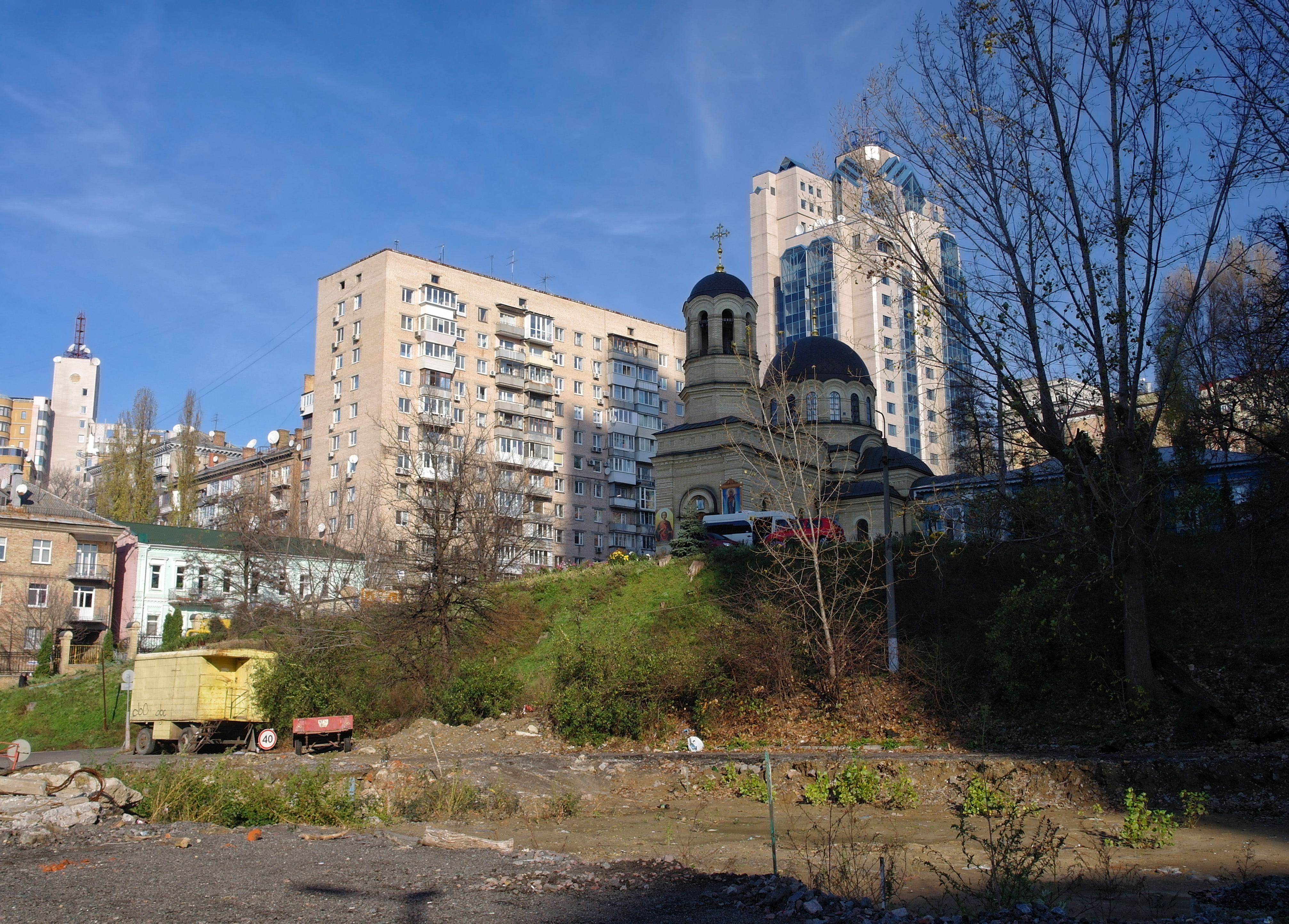
L'église st-Michel classé[7].
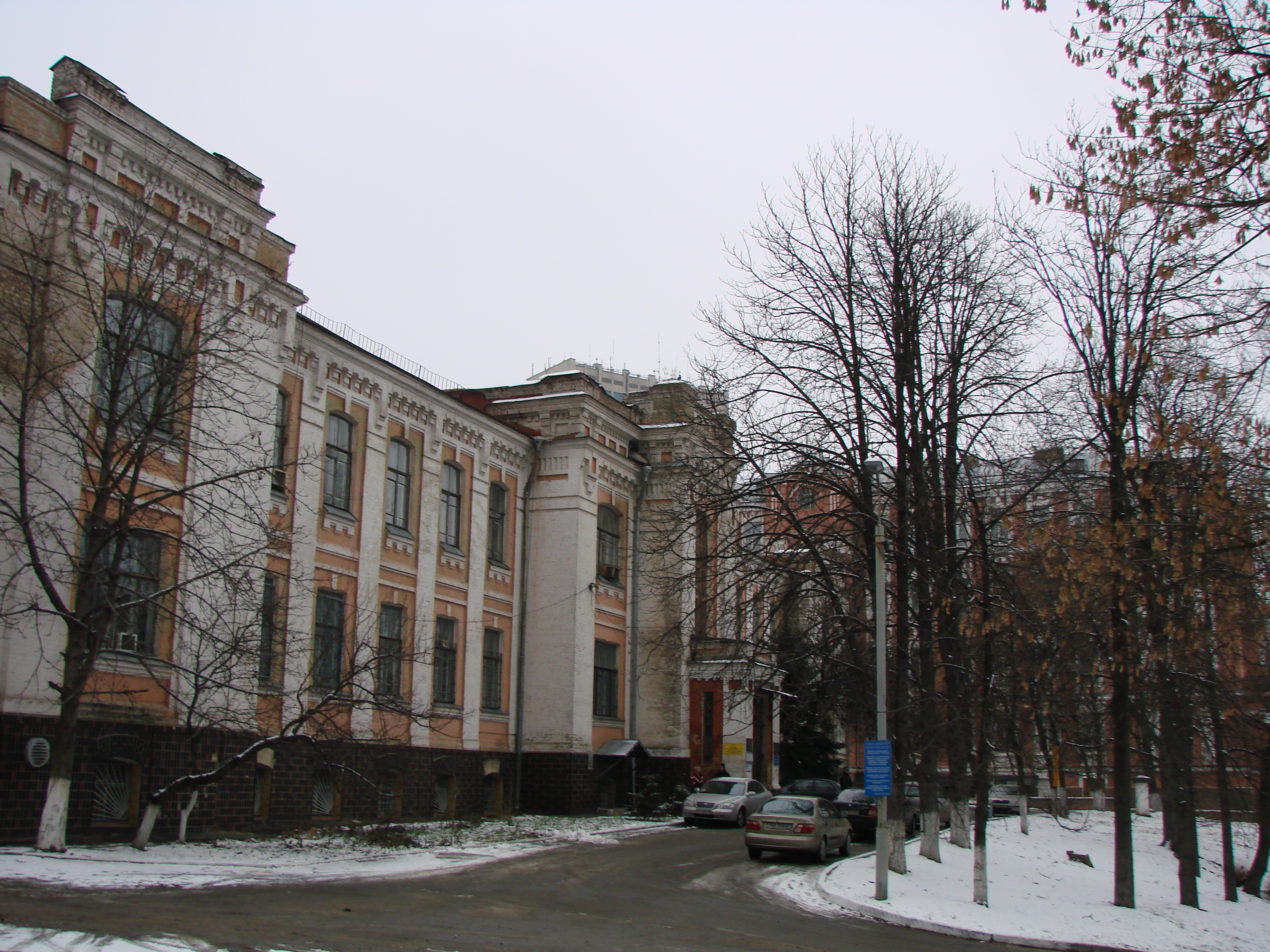
Pavillon des femmes classé[8].
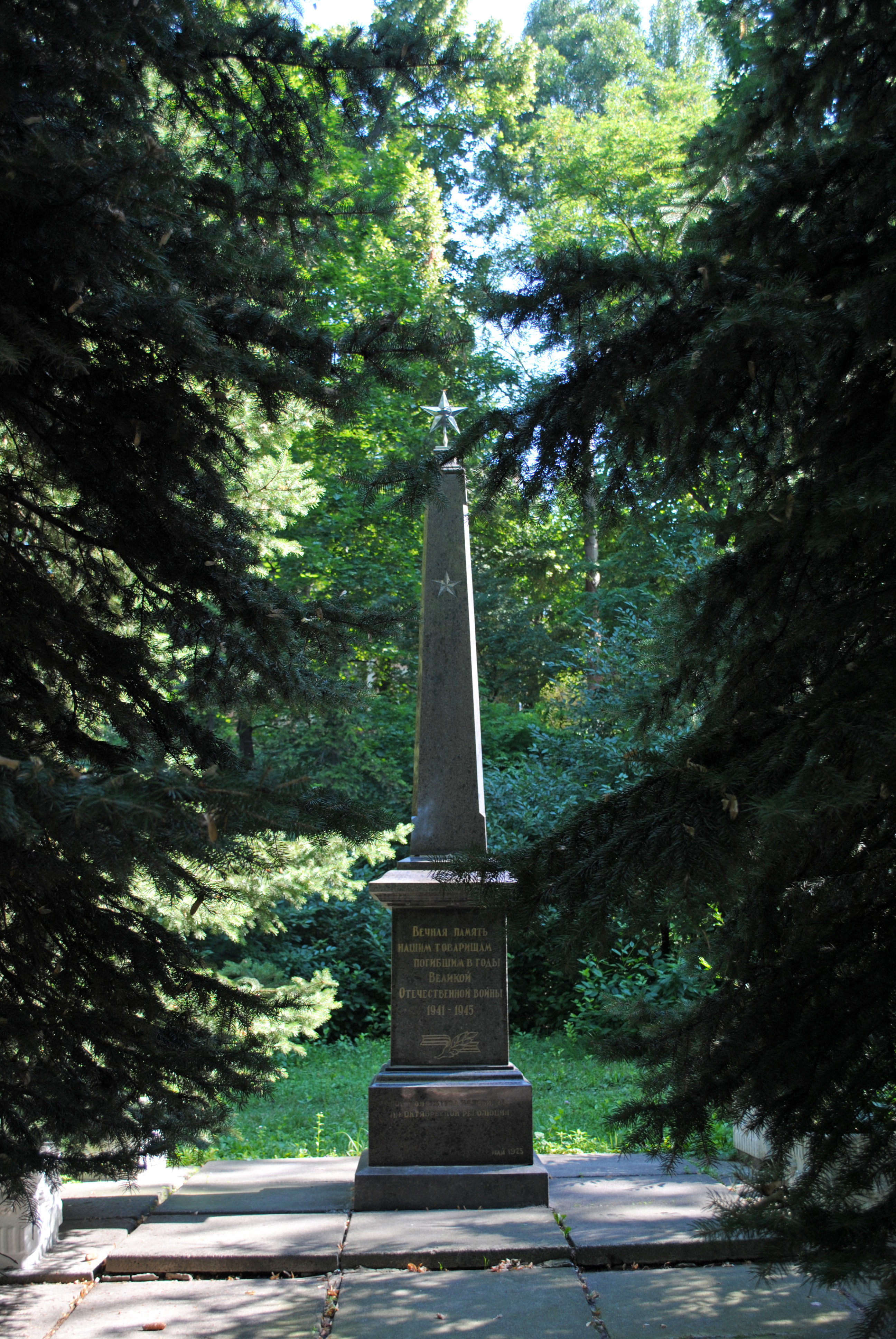
Mémorial au personnel médical victime de la 2e guerre mondiale classé[9].